# Dvin
Dvin (in armeno Դվին?; in greco Δούβιος?, Notaios; anche Duin o Dwin secondo le fonti antiche) era una grande città commerciale e capitale dell'Armenia dell'Alto Medioevo. Si trovava a nord della precedente capitale di Artašat, lungo le rive del fiume Metsamor, 35 km a sud dell'odierna Erevan.  Il sito dell'antica città non è molto più grande di una collina situata tra le moderne Hnaberd (subito fuori dalla strada principale che l'attraversa) e Verin Dvin. Scavi sistematici a Dvin sono stati eseguiti fin dal 1937, ed hanno prodotto un'abbondanza di materiali risalenti alla cultura armena del V-XIII secolo.

## Etimologia
Le antiche fonti armene forniscono quasi sempre il nome dell'antica città di Dvin come Dwin o Duin. Nel corso del tempo gli studiosi hanno preferito il termine Dvin, che è il più comunemente presente nella letteratura specializzata.

## Storia
L'antica città di Dvin fu costruita da Chosroes III di Armenia nel 335, nel luogo in cui sorgeva un antico insediamento e fortezza del III millennio a.C. Da allora la città fu usata come residenza principale dei re armeni della dinastia degli Arsacidi d'Armenia. Dvin aveva una popolazione di circa 100 000 persone.
Dopo la caduta del Regno d'Armenia nel 428, Dvin divenne la residenza dei Sasanidi nominati marzpan (governatori), dei kouropalate bizantini e in serguito dagli Omayyadi e Abbasidi nominati ostikan (governatori), che vantavano il titolo di nakharar. Nel 640 Dvin era il centro dell'emirato di Armenia.
Durante il regno Arshakuni, Dvin prosperò come una delle più popolose e ricche città ad est di Costantinopoli. La sua civiltà perdurò anche dopo la spartizione dell'Armenia tra Romani e Sasanidi persiani, per poi diventare un obiettivo ambito durante le invasioni arabe. Secondo Sebeos e Giovanni V lo Storico, Dvin fu conquistata nel 640 durante il regno di Costante II quando Ezra era Catholicos. Gli arabi la chiamarono Dabīl.
Nonostante il fatto che Dvin sia stata un campo di battaglia per Arabi e Bizantini nei successivi due secoli, nel IX secolo era ancora una città fiorente. I frequenti terremoti e la continua oppressione araba portarono al declino della città all'inizio del X secolo. Durante il grande terremoto dell'893 la città fu distrutta e buona parte dei 70 000 abitanti morì.
I Bizantini conquistarono l'Armenia e Dvin nel 1045, strappandola ai Bagratuni. Nel 1064 i Selgiuchidi occuparono la città. I curdi Shaddadidi governarono la città come vassalli dei Selgiuchidi fino a quando il re georgiano Giorgio III la conquistò nel 1173. Nel 1201-1203, durante il regno della regina Tamara, la città divenne nuovamente georgiana. Nel 1236 la città fu completamente distrutta dai Mongoli.
Dvin fu il luogo di nascita di Najm al-Dīn Ayyūb e Asad al-Din Shīrkūh bin Shadhi, guerrieri curdi al servizio dei Selgiuchidi; Il figlio di Najm al-Dīn Ayyūb, Saladino, fu il fondatore della dinastia degli Ayyubidi. Saladino nacque a Tikrit, in Iraq, ma la sua famiglia era originaria di Dvin.

## Cattedrale di San Gregorio

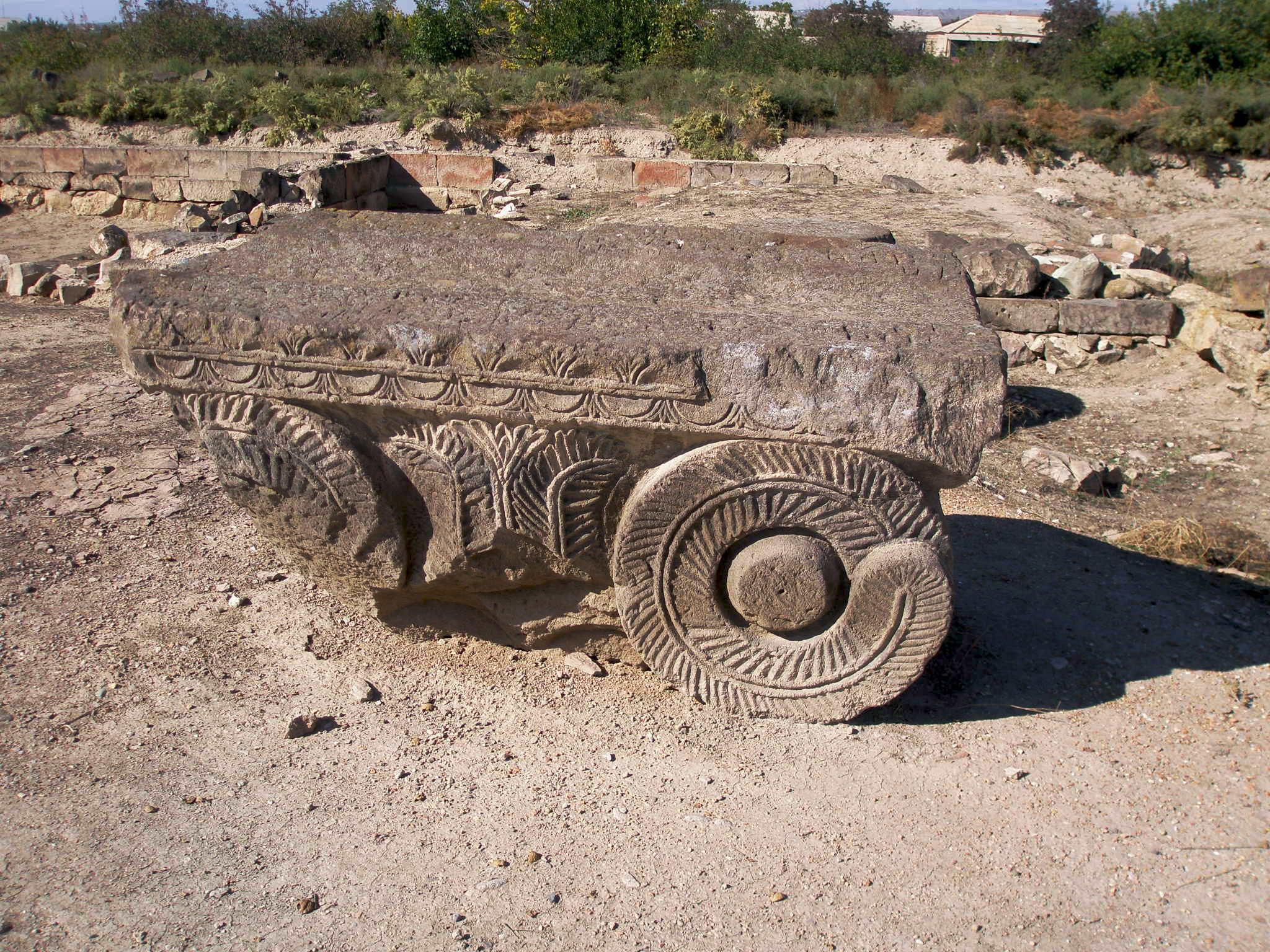
Capitello della cattedrale di San Gregorio

Posizionata nella piazza centrale dell'antica città, si trova la cattedrale di San Gregorio. Fu costruita inizialmente nel III secolo come tempio pagano a tre navate e con sette coppie di supporti strutturali interni. Il tempio fu ricostruito nel IV secolo come chiesa cristiana, con un'abside pentagonale che si protendeva leggermente dal lato orientale. A metà del V secolo fu aggiunto una galleria ad archi esterna. In quel periodo fu costruita la cattedrale, la più grande d'Armenia con i suoi 30, 41 per 58,17 metri.

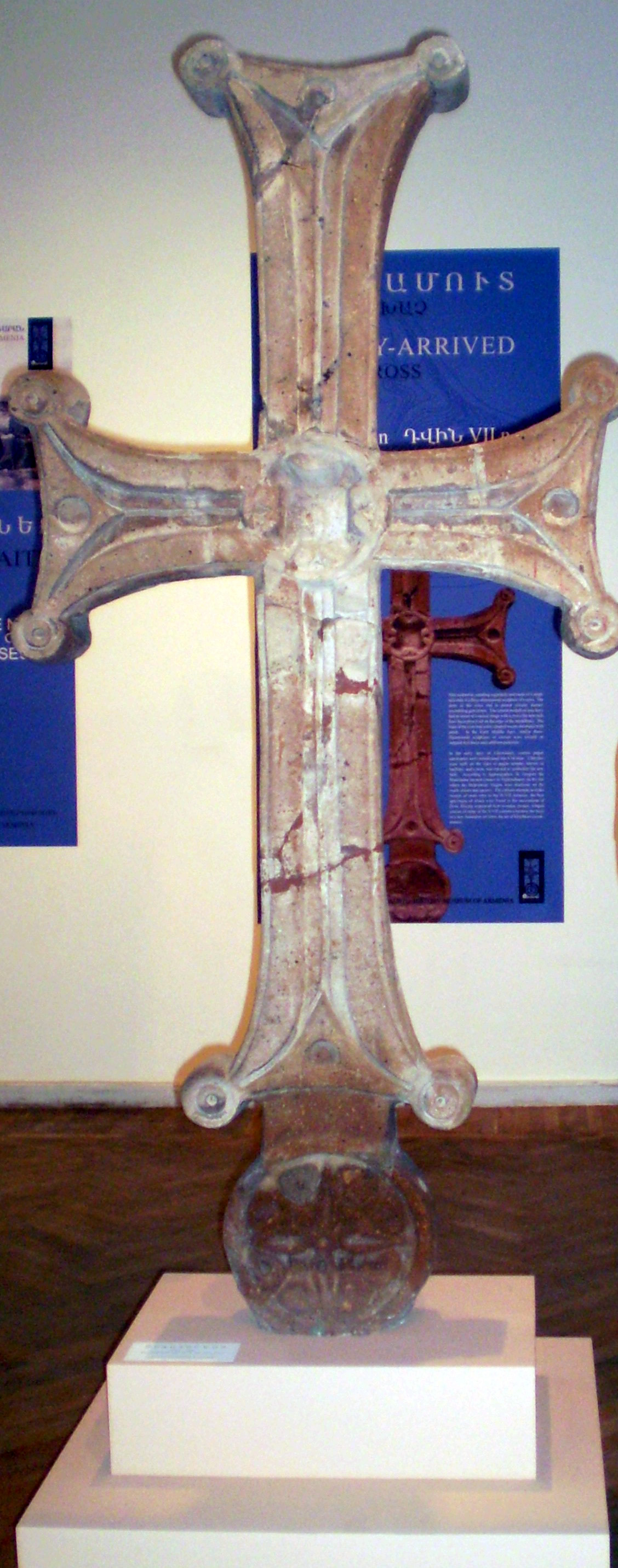
Croce di due metri trovata a Dvin

Le decorazioni ornavano l'interno e l'esterno dell'edificio. I capitelli delle colonne erano decorati con rilievi di felci. Il pavimento interno della struttura era un mosaico multicolore con un disegno geometrico, mentre il pavimento dell'abside fu decorato nel VII secolo con un mosaico di piccole pietre raffigurante la vergine Maria. Si tratta del più antico mosaico armeno che la raffiguri.
A partire dalla metà del VII secolo, la cattedrale fu ricostruita facendola diventare una chiesa a pianta cruciforme con una cupola, ed absidi che si protendevano dalle facciate laterali. Tutto quello che resta della cattedrale oggi sono alcune fondamenta scoperte durante gli scavi archeologici nel XX secolo.